# Фонсдорф
Фонсдорф (нем. Fohnsdorf) — коммуна в Австрии, в федеральной земле Штирия. 
Входит в состав округа Юденбург.  Население составляет 8264 человека (на 31 декабря 2005 года). Занимает площадь 54,62 км². Официальный код  —  60 804.

## Политическая ситуация
Бургомистр коммуны — Йохан Штранер (СДПА) по результатам выборов 2005 года.
Совет представителей коммуны (нем. Gemeinderat) состоит из 25 мест.
- СДПА занимает 19 мест.
- АНП занимает 5 мест.
- КПА занимает 1 место.